# Joodse begraafplaats (Deurne)
De Joodse Begraafplaats van Deurne in de Nederlandse provincie Noord-Brabant met slechts één graf bevindt zich op de protestantse begraafplaats aan de Helmondseweg. De begraafplaats kent een bijzondere ontstaansgeschiedenis. 

## Geschiedenis
Het enige graf is dat van de Joodse Erwin Michael Joseph (23 september 1925 - 16 september 1942). Het graf is gedolven tijdens de Tweede Wereldoorlog. Joseph was 16 jaar toen hij in 1942 op de vlucht voor de Jodenvervolging door mensensmokkelaars werd meegenomen naar een onderduikadres. In plaats van hem naar dit adres te brengen, sloegen de smokkelaars hem dood met een hamer en begroeven hem.
Een kleine drie jaar later, op 23 juni 1945, wees een van de moordenaars het graf aan en werd het lichaam herbegraven in Deurne. Men wist niet dat het om een Joodse man ging, op de oorspronkelijke grafsteen staat dan ook vóór de overlijdensdatum een Latijns kruisje, een christelijk symbool.
Toen men in 1994 ontdekte dat het om een Joodse jongen ging, kocht een rabbijn het graf en werd het officieel aangewezen als Joodse begraafplaats. Daarbij werd het religieus gescheiden van de protestantse begraafplaats, dat het aan alle kanten omgeeft. Er werd een nieuwe grafsteen geplaatst met het grafschrift: Jewish refugee from nazism murdered by men promising safety. His parents survived. Hidden by local citizens.